# Рипли (окръг, Мисури)
Окръг Рипли (на английски: Ripley County) е окръг в щата Мисури, Съединени американски щати. Площта му е 1637 km², а населението - 13 485 души. Административен център е град Донифан.